# Oiorhinus pallipalpis
Oiorhinus pallipalpis är en stekelart som beskrevs av Wesmael 1845. Oiorhinus pallipalpis ingår i släktet Oiorhinus och familjen brokparasitsteklar. Arten är reproducerande i Sverige. Inga underarter finns listade i Catalogue of Life.